# When I'm Gone (chanson d'Eminem)
Pour les articles homonymes, voir When I'm Gone.
Singles de Eminem
Welcome 2 Detroit
(2005) Shake That
(2006)
When I'm Gone est une chanson inédite du rappeur américain Eminem, issue de sa compilation Curtain Call: The Hits sortie en 2005. 
Lorsque la chanson sort comme single, le 6 décembre 2005, elle se classe à la huitième place du Billboard Hot 100, et 22e au classement Hot Rap Tracks, 4e au UK Singles Chart et 1er aux ARIA Charts en Australie.

## Genèse
When I'm Gone est écrite en 2003 mais ne sort qu'en 2005 par Shady Records sur la première compilation d'Eminem, Curtain Call: The Hits. À l'époque, les journalistes croient que cet album va marquer le début d'une préretraite pour le rappeur de Détroit. Eminem avoue alors dans une interview : « Je suis à un certain point dans ma vie où je ne sais vraiment dans quelle direction va se diriger ma carrière. C'est pour cela que le CD s'appelle Curtain Call car cela pourrait être mon dernier album, on ne sait pas ». Eminem voulait alors se consacrer davantage à résoudre ses problèmes familiaux qu'à sa carrière musicale. Les paroles de "When I'm Gone" traitent des conséquences de la célébrité d'Eminem sur sa famille. Les paroles comportent de nombreuses images négatives rappelant la tristesse qu'éprouvait le rappeur à l'époque. Il dit dans la chanson : « Alors je remercie tout le monde d'être venu. Je regarde une dernière fois en bas, en direction de la foule et, je ne peux pas croire ce que je vois. “Papa c'est moi, aide maman, ses poignets saignent.” “Mais chérie on est en Suède, comment est tu venue jusqu'en Suède ?” “Je t'ai suivi papa, tu as dit que tu ne partais pas. Tu m'as menti papa, et maintenant maman est triste à cause de toi. » Au début de la chanson, il dit qu'il a déjà donné un bras pour quelqu'un. C'est une référence au tatouage qu'il porte sur le bras avec le portrait de sa fille, Hailie : « Avez-vous déjà tant aimé quelqu'un que vous seriez prêts à laisser un bras pour elle, pas au sens figuré, non, vraiment donner un bras pour elle ». À la fin de la chanson, on peut entendre des rideaux qui se ferment et des applaudissements évoquant la pause d'Eminem dans sa carrière musicale.

## Clip
Réalisé par Anthony Mandler, le clip montre Eminem à une réunion similaire à celles des alcooliques anonymes. Il prend la parole et commence à rapper. Ses paroles sont illustrées tout au long de son discours.
On le voit alors en train d'écrire une chanson, refusant d'accorder un peu de temps à sa fille, Hailie. Elle le supplie de ne pas aller à son concert mais son père n'en tiendra pas compte. À la fin du concert, Hailie reproche à son père de lui avoir menti. 
La chanson fait donc référence aux problèmes entre la carrière musicale et les proches d'Eminem dans une sorte de rêve métaphorique où Slim Shady, son alter ego, entre en scène. Le rappeur évoque également le divorce avec sa femme Kimberley.
C'est Whitney Scott qui joue, vers la fin de la chanson, la petite sœur de Hailie.

## Liste des titres
| 1. "When I'm Gone" – 4:40 2. "Business" – 4:11 3. "When I'm Gone" (instrumentale) – 4:41 | 1. "When I'm Gone" (version clean) – 4:40 2. "When I'm Gone" (version de l’album) – 4:40 3. "When I'm Gone" (instrumentale) – 4:41 4. "When I'm Gone" (a cappella) – 4:38 |

## Classements
| Pays - classement (2005–06)                                   | Meilleure position |
| ------------------------------------------------------------- | ------------------ |
| Australie (ARIA)                                              | 1                  |
| Autriche (Ö3 Austria Top 40)                                  | 7                  |
| Belgique - Flandre (Ultratop 50)                              | 8                  |
| Belgique - Région wallonne / Bruxelles-Capitale (Ultratop 40) | 26                 |
| European Hot 100 Singles (Billboard)                          | 3                  |
| Finlande (Suomen virallinen lista)                            | 3                  |
| Allemagne (Media Control AG)                                  | 6                  |
| Irlande (IRMA)                                                | 5                  |
| Pays-Bas (Nederlandse Top 40)                                 | 6                  |
| Nouvelle-Zélande (RIANZ)                                      | 2                  |
| Norvège (VG-lista)                                            | 4                  |
| Suède (Sverigetopplistan)                                     | 5                  |
| Suisse (Schweizer Hitparade)                                  | 7                  |
| Royaume-Uni - UK Singles Chart (The Official Charts Company)  | 4                  |
| Royaume-Uni - UK Hip Hop and R&B Chart                        | 1                  |
| États-Unis - Billboard Hot 100                                | 8                  |
| États-Unis - Pop Songs (Billboard)                            | 13                 |
| États-Unis - Hot R&B/Hip-Hop Songs (Billboard)                | 96                 |
| États-Unis - Rap Songs (Billboard)                            | 22                 |
| États-Unis - Pop 100 (Billboard)                              | 7                  |